# Eriosyce pygmaea
Eriosyce pygmaea là một loài thực vật có hoa trong họ Cactaceae. Loài này được (F.Ritter) Ferryman mô tả khoa học đầu tiên năm 2003.